# پاسکال سیمون
پاسکال سیمون (فرانسوی: Pascal Simon‎؛ زادهٔ ۲۷ دسامبر ۱۹۵۶) دوچرخه‌سوار اهل فرانسه است.
از باشگاه‌هایی که در آن رکاب زده‌است می‌توان به تیم دوچرخه‌سواری پژو اشاره کرد.